# Jemulpo (métro de Séoul)
Jemulpo (hangeul : 제물포 ; hanja : 濟物浦, sous nommée : (Campus Jemulpo de l'Université nationale d'Incheon)) est une station de passage de la ligne 1 du métro de Séoul. Elle est située 129 Gyeongin-ro, dans le quartier Dohwa-dong de l'arrondissement Michuhol-gu, sur le territoire de la ville métropolitaine d'Incheon, à l'ouest de Séoul en Corée du Sud.
La gare d'origine ouvre en 1957 et la station de métro en 1974, elle est desservie par les rames des services omnibus et express de la ligne 1.

## Situation sur le réseau

Plan du réseau (2023)

Établie en surface Jemulpo est une station de passage de la ligne 1 du métro de Séoul : elle est située entre la station Dohwa, en direction du terminus nord-est Yeoncheon, et la station Dowon, en direction du terminus ouest Incheon,.

## Histoire

### Gare ferroviaire
La gare d'origine, alors dénommé Sungui, est mise en service en 1957 sur la ligne Gyeongin (ko). Elle est renommée Jemulpo en 1959. La gare dispose d'un nouveau bâtiment en 1964.

### Station de métro
Elle devient une station du métro le 15 août 1974, lors de la réouverture de la ligne Gyeongin (ko), de Guro à Incheon, mise à deux voies et électrifiée pour devenir une section de la nouvelle ligne 1 du métro de Séoul.
La station dispose d'un nouveau bâtiment le 26 mai 2004.

## Services aux voyageurs

### Accès et accueil
La station est située au 129 Gyeongin-ro, dans le quartier Dohwa-dong. Elle dispose d'une unique bouche.

### Desserte
Jemulpo, est desservie par les rames de services omnibus et express de la ligne.

Installations
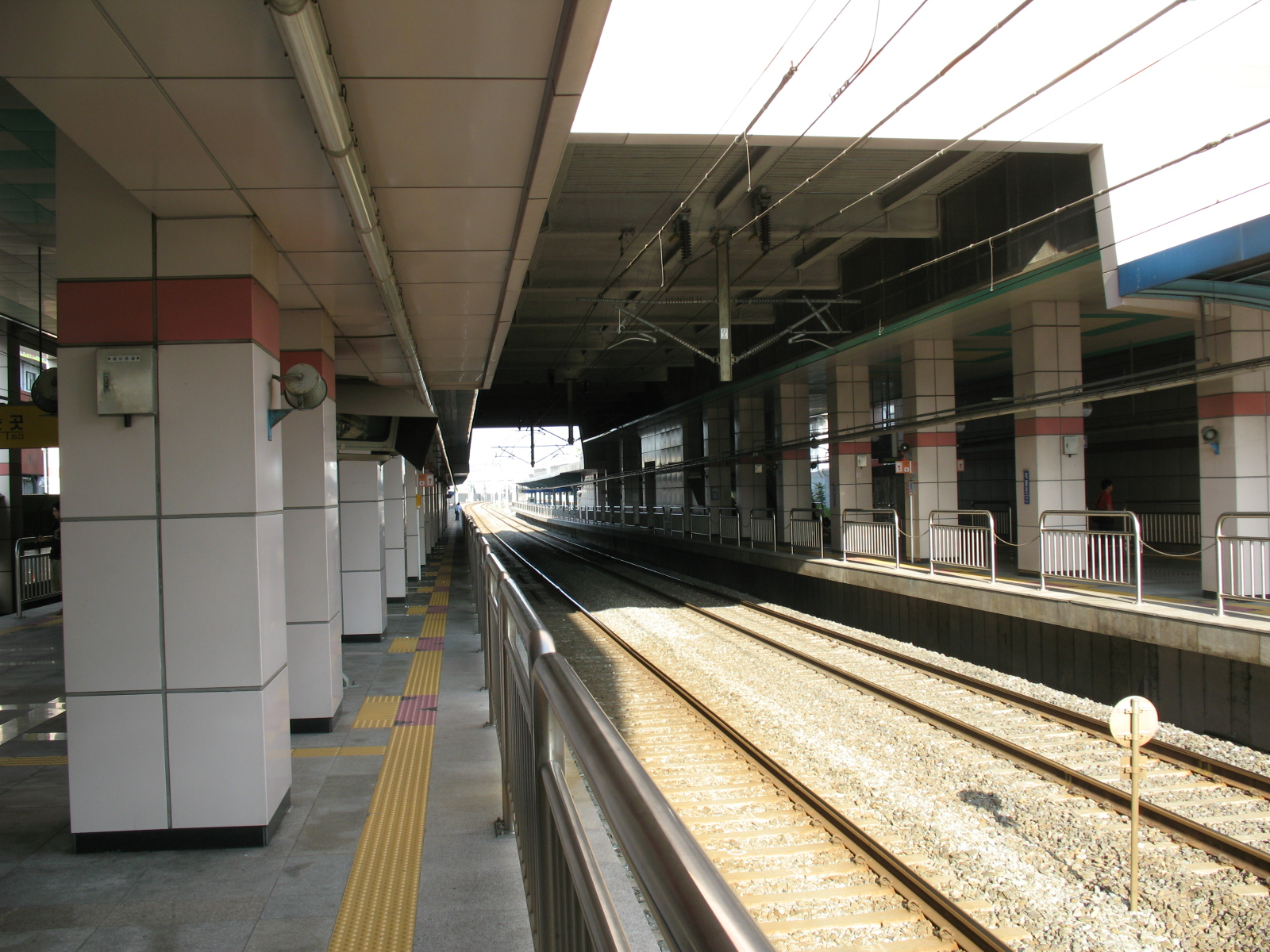
En 2007.
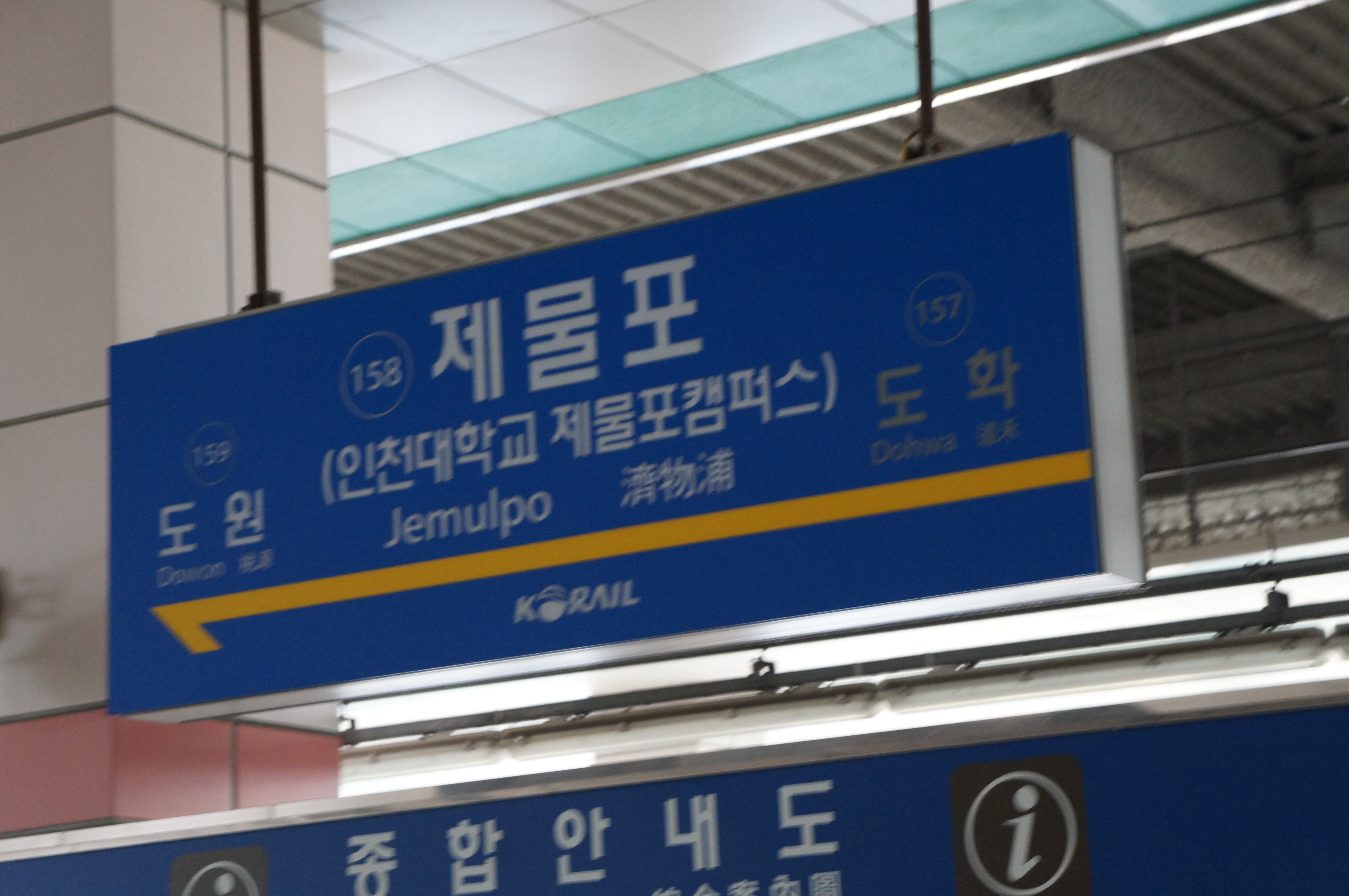
En 2015.
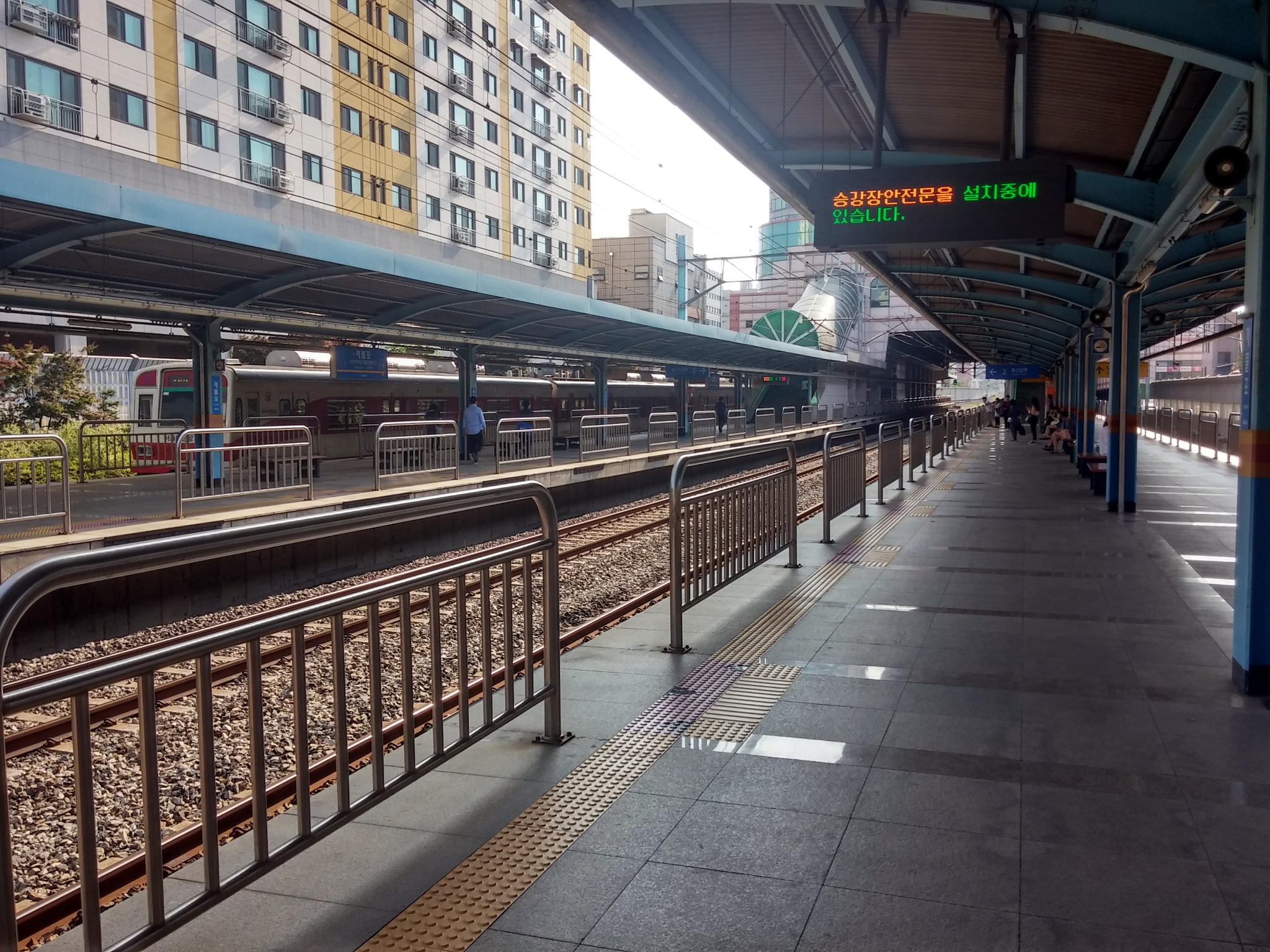
En 2017.

### Intermodalité
Des arrêts de bus sont situés à proximité.

## à proximité
Elle dessert notamment : le campus Jemulpo de l'Université d'Incheon et L' université JEI.